# Aprosdoceta
Aprosdoceta is een geslacht van vlinders van de familie spanners (Geometridae), uit de onderfamilie Larentiinae.

## Soorten
- A. chytrodes Turner, 1940
- A. orina Turner, 1925